# Brescia Malatestiana
Con l'espressione Brescia Malatestiana si intende a livello storiografico l'esperienza di governo di Pandolfo III Malatesta sulla città di Brescia. Quest'ultima fu soggetta alla dominazione del condottiero rinascimentale a seguito dei servigi che egli garantì alla dinastia viscontea, la quale decise infatti di ripagarlo consentendogli di governare in prima persona la città lombarda a partire dal 1404. Già dal 1418-1419, tuttavia, egli dovette fronteggiare le ostilità dei signori di Milano che, volendosi riappropriare della città, assolsero il Carmagnola e nel 1421 ripresero il controllo di Brescia. Pandolfo, dunque, dovette tornare a Fano e cessare qualsiasi pretesa di governo sul territorio bresciano.
Questa parentesi di governo malatestiana, al di là delle vicende meramente politiche, portò sin dalle prime fasi alla formazione di una vera e propria corte rinascimentale in città: divenendone signore, lo stesso Malatesta si fece promotore di un significativo programma culturale nei confronti della città, chiamando a corte artisti del calibro di Gentile da Fabriano, intellettuali, musici, cortigiani e poeti. Fondò anche una zecca cittadina e attuò un considerevole progetto di ristrutturazione di vie, strade, chiese e della cinta muraria della città.

## Storia
Il 19 aprile 1404, quale riconoscimento per i servigi resi al Duca di Milano, la duchessa Caterina Visconti intitolò il condottiero Pandolfo III Malatesta Signore di Brescia, quest'ultimo prese il controllo della città il 1º maggio dopo aver vinto le resistenze del castellano Giovanni dell'Agnello.
Tuttavia, il futuro Signore cittadino trovò l'opposizione di Estore, Gian Maria e Filippo Maria Visconti, i quali reclamavano le terre che avrebbero dovuto ereditare dai loro antenati in quanto membri della famiglia Visconti, riuscendo tuttavia a sconfiggerli. Il Malatesta vide così giungere il riconoscimento ducale sulla signoria il 22 febbraio 1407.
Durante la Signoria di Pandolfo III, la città di Brescia visse un forte sviluppo. Già il 10 agosto 1406, venne istituita la zecca con il fine di coniare monete, mentre venne imposto a tutte le signorie dei Malatesta il pagamento di un prestito forzoso. Lo stesso anno in cui finì la guerra, il Malatesta fissò la sua dimora nel Broletto, che venne restaurato e dotato di un loggiato; successivamente, tra il 1414 e il 1419, l'edificio venne dotato di una cappella privata, fatta affrescare da Gentile da Fabriano. Sempre per volere del Signore cittadino, vennero costruiti numerosi palazzi (compreso il nuovo palazzo del Comune) mentre vennero rimaneggiati ponti e strade.
Nel 1408, Bergamo e i suoi territori vennero inglobati tra i domini malatestiani, quando Pandolfo acquistò la città da Giovanni Ruggero Suardi per 25.000 ducati d'oro.
Con il fine di sedare le frequenti rivolte, nel 1412 venne istituita una forza militare formata da cinquanta uomini e destinata alla difesa delle strade cittadine. Nello stesso anno, la Signoria raggiunse il suo apogeo: il Malatesta, dopo aver esiliato le famiglie rivali (i Maggi, gli Ochi e gli Oldofredi), conquistò la Valcamonica e, a fianco della Repubblica di Venezia, combatté vittoriosamente gli Ungàri in Friuli.
Nel maggio 1413, ripresero le ostilità con Milano. Nel corso del 1415, il Malatesta riuscì a occupare Lecco e, in autunno, mosse un'offensiva volta alla conquista di Piacenza con il supporto dei condottieri Filippo Arcelli, Giovanni Vignati, Cabrino Fondulo e Niccolò III d'Este. Tuttavia, l'esercito milanese riuscì a sconfiggere l'alleanza. Nel luglio 1416, con la mediazione della Repubblica di Venezia, che fin dal 1414 spingeva per la pace tra le parti, si raggiunse una tregua tra il Malatesta e il Visconti; tuttavia, nel corso dell'anno successivo il Duca di Milano ruppe la tregua e tentò di occupare il contado di Cremona, senza riuscirci.
Il 20 dicembre 1418, con la mediazione di Papa Martino V, venne raggiunta una nuova tregua che tuttavia durò poco. Infatti, nel 1419 Filippo Maria Visconti provò a circondare la Signoria tentando la conquista di Cremona, trovando la risposta militare malatestiana. Malgrado il Malatesta fosse riuscito a fermare i ducali nei pressi di Castelleone, il Visconti inviò il Carmagnola nel Bergamasco, che in breve tempo tornò sotto il dominio milanese. Il Signore di Brescia tentò invano di stringere alleanze con Papato, Venezia e Firenze, dai quali ricevette solo un atteggiamento di neutralità, ritrovandosi così ridotto al solo Bresciano. A partire dall'aprile 1420, l'esercito del Carmagnola iniziò la conquista dei principali comuni del Bresciano, costringendo Pandolfo a rinchiudersi a Brescia. Carlo Malatesta tentò invano di soccorrere il fratello, con il suo esercito sbaragliato nella Battaglia di Montichiari, consumatasi tra Carpenedolo e Montichiari l'8 ottobre.
Pandolfo Malatesta si ritrovò costretto a resistere ad oltranza e, il 21 marzo 1421, si arrese abbandonando Brescia che tornò sotto il dominio del Ducato di Milano.